# العلاقات الجنوب إفريقية الغرينادية
العلاقات الجنوب أفريقية الغرينادية هي العلاقات الثنائية التي تجمع بين جنوب أفريقيا وغرينادا.

## مقارنة بين البلدين
هذه مقارنة عامة ومرجعية للدولتين:
| وجه المقارنة                                              | جنوب أفريقيا | غرينادا                                |
| --------------------------------------------------------- | --- | -------------------------------------- |
| المساحة (كم2)                                             | 1.22 مليون | 348                                    |
| عدد السكان (نسمة)                                         | 57.73 مليون | 107.83 ألف                             |
| الكثافة السكانية (ن./كم²)                                 | 47.32 | 30.99 ألف                              |
| العاصمة                                                   | بريتوريا، بلومفونتين، كيب تاون | سانت جورجز                             |
| اللغة الرسمية                                             | لغة إنجليزية، اللغة الأفريقانية، اللغة النديبلي الجنوبية، اللغة السوثو الشمالية، اللغة السوتية، لغة سوازي، اللغة التسونجا، اللغة التسوانية، اللغة الفيندية، اللغة الكوسية، اللغة الزولوية | لغة إنجليزية، إنكليزية غرنادة المولدة ‏ |
| العملة                                                    | راند جنوب أفريقي | دولار شرق الكاريبي                     |
| الناتج المحلي الإجمالي (بليون دولار)                      | 349.42 مليار | 1.12 مليار                             |
| الناتج المحلي الإجمالي (تعادل القوة الشرائية) بليون دولار | 725.91 مليار | 1.45 مليار                             |
| الناتج المحلي الإجمالي الاسمي للفرد دولار أمريكي          | 5.72 ألف | 9.21 ألف                               |
| الناتج المحلي الإجمالي للفرد دولار أمريكي                 | 13.05 ألف | 12.43 ألف                              |
| مؤشر التنمية البشرية                                      | 0.666 | 0.750                                  |
| رمز المكالمات الدولي                                      | +27 | +1473                                  |
| رمز الإنترنت                                              | .za | .gd                                    |
| المنطقة الزمنية                                           | ت ع م+02:00، أفريقيا/جوهانسبرغ ‏ | 00                                     |

## منظمات دولية مشتركة
يشترك البلدان في عضوية مجموعة من المنظمات الدولية، منها:
| علم المنظمة | اسم المنظمة                                 | تاريخ انضمام جنوب أفريقيا | تاريخ انضمام غرينادا |
| ----------- | ------------------------------------------- | ------------------------- | -------------------- |
|             | الاتحاد البريدي العالمي                     | ?                         | ?                    |
|             | يونسكو                                      | 4 نوفمبر 1946             | 17 فبراير 1975       |
|             | البنك الدولي للإنشاء والتعمير               | 27 ديسمبر 1945            | 27 أغسطس 1975        |
|             | منظمة التجارة العالمية                      | 1995                      | ?                    |
|             | وكالة ضمان الاستثمار متعدد الأطراف          | 10 مارس 1994              | 12 أبريل 1988        |
|             | دول الكومنولث                               | 11 ديسمبر 1931            | ?                    |
|             | الاتحاد الدولي للاتصالات                    | 1910                      | 17 نوفمبر 1981       |
|             | منظمة الشرطة الجنائية الدولية               | ?                         | ?                    |
|             | مؤسسة التمويل الدولية                       | 3 أبريل 1957              | 28 أغسطس 1975        |
|             | الأمم المتحدة                               | 7 نوفمبر 1945             | 17 سبتمبر 1974       |
|             | مجموعة دول أفريقيا والكاريبي والمحيط الهادئ | ?                         | ?                    |
|             | مؤسسة التنمية الدولية                       | 12 أكتوبر 1960            | 28 أغسطس 1975        |
|             | منظمة حظر الأسلحة الكيميائية                | ?                         | ?                    |

## وصلات خارجية
- موقع وزارة الخارجية الجنوب أفريقية